# Entoloma bloxamii
Entolóma bloxámii (лат.) — вид грибов семейства энтоломовые (Entolomataceae).
Синонимы:
- Agaricus bloxamii Berk. & Broome, 1854
- Entoloma madidum var. bloxamii (Berk. & Broome) Largent, 1974

## Описание
- Шляпка 3—7 см в диаметре, выпуклой формы, негигрофанная, в молодом возрасте сине-серого цвета, затем приобретает сиреневатый оттенок, в центре с возрастом коричневеющая, гладкая, сухая или влажноватая, волокнистая. Край шляпки слабо подвёрнут.
- Мякоть белого цвета, со слабым мучнистым запахом и вкусом.
- Гименофор пластинчатый, пластинки частые, почти свободные от ножки, сначала белого или желтоватого цвета, с возрастом розовеющие.
- Ножка 3,5—7 см длиной и 0,6—2,1 см толщиной, серо-синяя или серо-фиолетовая в верхней части, ниже светло-синего, беловатого или желтоватого цвета. Кольцо отсутствует.
- Споровый порошок розового цвета. Споры 7—9×6,5—8 мкм, угловатые. Базидии четырёхспоровые, с пряжками, 22—39×6,5—12 мкм. Цистиды отсутствуют.

Считается съедобным грибом, не рекомендуемым к употреблению из-за возможности спутать с родственными ядовитыми видами.

## Ареал и экология
Встречается очень редко, обычно небольшими группами, на кислотных и богатых известью почвах, на лугах. Широко распространена в Европе, также известна из Северной Америки.

## Сходные виды
- Entoloma euchroum (Pers.) Donk, 1949 отличается меньшими размерами и более синей окраской.
- Entoloma haastii G. Stev., 1962 известна только из Новой Зеландии.
- Entoloma nitidum Quél., 1883 менее мясиста, произрастает во мху в сырых хвойных лесах.